# Edwin Sylvanus Osborne

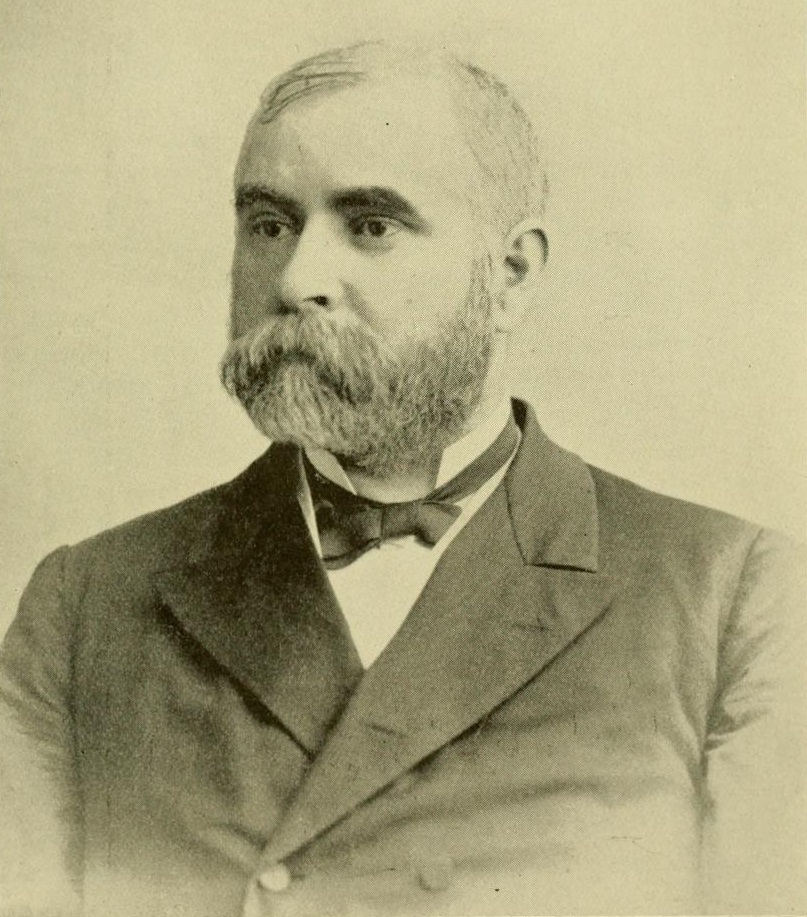
Edwin Sylvanus Osborne

Edwin Sylvanus Osborne (* 7. August 1839 in Bethany, Wayne County, Pennsylvania; † 1. Januar 1900 in Washington, D.C.) war ein US-amerikanischer Politiker. Zwischen 1885 und 1891 vertrat er den Bundesstaat Pennsylvania im US-Repräsentantenhaus.

## Werdegang
Edwin Osborne besuchte die öffentlichen Schulen seiner Heimat und danach die University of Northern Pennsylvania, ebenfalls in Bethany. Nach einem anschließenden Jurastudium in Albany (New York) und seiner 1860 erfolgten Zulassung als Rechtsanwalt begann er in Wilkes-Barre in diesem Beruf zu arbeiten. Während des Bürgerkrieges diente er zwischen 1862 und 1865 in einer Infanterieeinheit aus Pennsylvania, die zum Heer der Union gehörte. Dabei stieg er bis zum Major auf. Nach dem Krieg wurde er Mitglied der Nationalgarde von Pennsylvania, in der er im Jahr 1870 zum Generalmajor befördert wurde. Osborne war auch Mitglied der Veteranenvereinigung Grand Army of the Republic, deren regionaler Kommandeur für Pennsylvania er im Jahr 1883 wurde.
Politisch war er Mitglied der Republikanischen Partei. Bei den Kongresswahlen des Jahres 1884 gewann er die staatsweit ausgetragene Wahl zum 28. Sitz von Pennsylvania, woraufhin er am 4. März 1885 in Washington die Nachfolge von Mortimer Fitzland Elliott antrat. Nach zwei Wiederwahlen konnte er bis zum 3. März 1891 drei Legislaturperioden im Kongress absolvieren. Seit 1889 vertrat er dort als Nachfolger von John Lynch den zwölften Wahlbezirk seines Staates. Im Juni 1888 nahm er als Delegierter an der Republican National Convention in Chicago teil, auf der Benjamin Harrison als Präsidentschaftskandidat nominiert wurde. 1890 verzichtete er auf eine weitere Kongresskandidatur.
Nach dem Ende seiner Zeit im US-Repräsentantenhaus praktizierte Osborne wieder als Anwalt in Wilkes-Barre. Im Jahr 1898 zog er in die Bundeshauptstadt Washington, wo er am 1. Januar 1900 verstarb. Er wurde auf dem Nationalfriedhof Arlington in Virginia beigesetzt.